# Lee Child
James Dover Grant CBE (Coventry, 29 de outubro de 1954), mais conhecido pelo pseudônimo Lee Child, é um escritor nascido na Inglaterra que escreve livros do gênero thriller (não confundir com a escritora francesa Blanche Lee Childe). 
Seu primeiro livro, Do fundo do abismo (título em Portugal) ou Dinheiro sujo (título no Brasil) (no original Killing Floor), ganhou o prêmio Anthony Award por melhor romance de estreia. As obras de Lee Child contam as aventuras de Jack Reacher, um ex-policial do exército americano que envolve-se em situações de risco ao combater personagens que infringem a lei. É publicado em 36 línguas.
Desde 1998, Lee Child vive no estado de Nova York.

## O início
Lee Child nasceu em Coventry, na Inglaterra, mas seus pais mudaram-se com ele e seus três irmãos para Handsworth Wood, em Birmingham, quando ele tinha quatro anos, em busca de melhores condições de vida.
Ele frequentou a escola King Edward's, em Birmingham – frequentada também por J.R.R. Tolkien e Enoch Powell. Seu pai era funcionário público e seu irmão mais novo, Andrew Grant, também é escritor.
Em 1974, aos 20 anos, Grant cursou a Direito na Universidade de Sheffield, em Sheffield, embora não tivesse intenção de se tornar advogado. No período da faculdade, trabalhou nos bastidores de um teatro. Quando se formou, ao invés de seguir o Direito, conseguiu um emprego na área comercial de um canal de TV.

### A carreira
Grant entrou na Granada Television, que faz parte da ITV do Reino Unido, em Manchester, como diretor de apresentação. Lá, ele esteve envolvido com diversos programas, incluindo Brideshead Revisited, The Jewel in the Crown, Prime Suspect, e Cracker. Ficou envolvido na transmissão de mais de 40 mil horas de programação para a Granada, escreveu milhares de anúncios publicitários, notícias e trailers. Permaneceu na emissora de 1977 a 1995.
Depois de ser despedido por causa de uma reestruturação na empresa, aos 40 anos de idade, ele decidiu que queria começar a escrever romances, afirmando que são "a mais pura forma de entretenimento". Em 1997, seu primeiro livro, Do fundo do abismo (título em Portugal) ou Dinheiro sujo (título no Brasil) (no original Killing Floor), foi publicado. Em 1998, mudou-se para os EUA.
Em 2007, Grant colaborou com quatorze outros escritores para criar a série The Chopin Manuscript, narrado por Alfred Molina, que foi transmitido semanalmente na Audible.com, de 25 de setembro de 2007 até 13 de Novembro de 2007.

## Obras
| nº | Título Original      | Ano de lançamento | Título no Brasil                                                             | Título em Portugal      |
| -- | -------------------- | ----------------- | ---------------------------------------------------------------------------- | ----------------------- |
| 1  | Killing Floor        | 1997              | Dinheiro Sujo                                                                | Do Fundo do Abismo      |
| 2  | Die Trying           | 1998              | Destino: Inferno                                                             | Rumo ao Inferno         |
| 3  | Tripwire             | 1999              | Alerta Final                                                                 | Terreno Minado          |
| 4  | The Visitor          | 2000              | Caçada As Cegas (Seleções Digest - Correndo Ás Cegas)                        |                         |
| 5  | Echo Burning         | 2001              | Miragem Em Chamas (Seleções Digest - Cidade Em Chamas)                       |                         |
| 6  | Without Fail         | 2002              | Serviço Secreto (Seleções Digest - Sem Falhas)                               |                         |
| 7  | Persuader            | 2003              | Acerto de Contas                                                             |                         |
| 8  | The Enemy            | 2004              | O Inimigo (Seleções Digest - Reação em Cadeia, A Confirmar)                  |                         |
| 9  | One Shot             | 2005              | O Último Tiro / Um Tiro (Seleções Digest - Um Tiro, Uma Noite - A Confirmar) |                         |
| 10 | The Hard Way         | 2006              | Por bem Por Mal (Seleções Digest - O Caminho Mais Difícil)                   | A Forma Mais Dura       |
| 11 | Bad Luck and Trouble | 2007              | (Seleções Digest - Azar e Contratempos)                                      | Má Sorte e Complicações |
| 12 | Nothing to Lose      | 2008              | (Seleções Digest - Nada A Perder)                                            | Nada a Perder           |
| 13 | Gone Tomorrow        | 2009              |                                                                              | Amanhã Será Outro Dia   |
| 14 | 61 Hours             | 2010              |                                                                              | 61 Horas                |
| 15 | Worth Dying For      | 2010              |                                                                              |                         |
| 16 | The Affair           | 2011              |                                                                              |                         |
| 17 | A Wanted Man         | 2012              |                                                                              |                         |
| 18 | Never Go Back        | 2013              | Sem Retorno                                                                  | Nunca Voltes Atrás      |
| 19 | Personal             | 2014              |                                                                              | Uma Questão Pessoal     |
| 20 | Make Me              | 2015              |                                                                              | Nem Morto!              |
| 21 | Night School         | 2016              |                                                                              | A Escola da Noite       |
| 22 | The Midnight Line    | 2017              |                                                                              |                         |
| 23 | Past Tense           | 2018              |                                                                              |                         |
| 24 | Blue Moon            | 2019              |                                                                              |                         |
| 25 | The Sentinel         | 2020              |                                                                              |                         |
| 26 | Better Off Dead      | 2021              |                                                                              |                         |
| 27 | No Plan B            | 2022              |                                                                              |                         |

The Visitor foi lançado nos Estados Unidos sob o título "Running Blind".
Os livros protagonizados por Jack Reacher são quase todos escritos em terceira pessoa. Apenas seis livros fogem a esse padrão, apresentando uma narração em primeira pessoa sob o ponto de vista do protagonista: Killing Floor, Persuader, The Enemy, Gone Tomorrow, The Affair, e Personal.
One Shot foi adaptado para o cinema em 2012 pelo cineasta Christopher McQuarrie, e estrelado por Tom Cruise no papel de Jack Reacher. Subsequentemente, o livro foi relançado no Brasil com o título "O Último Tiro".
Em 2016, foi a vez do livro Never Go Back ser adaptado para o cinema, dessa vez pelas mãos do cineasta Edward Zwick.

### Outros
- No Middle Name (2017, livro de contos)

### Histórias curtas
- "James Penney's New Identity", do livro "Fresh Blood 3" (editado por Mike Ripley e Maxim Jakubowski) e do livro "Thriller" (US)
- "The Snake Eater by the Numbers", do livro "Like a Charm" (editado por Karin Slaughter)
- "Ten Keys", do livro "The Cocaine Chronicles" (editado por Jervey Tervalon e Gary Phillips)
- "The Greatest Trick of All", do livro "Greatest Hits" (editado por Robert J Randisi)
- "Guy Walks Into a Bar...", publicado no jornal "The New York Times" em 6 de junho de 2009

## Adaptações
- Jack Reacher (2012), filme basedo no livro One Shot.
- Jack Reacher: Never Go Back (2016), filme basedo no livro Never Go Back.
- Reacher (2022), série do Amazon Prime.

## Prêmios
- 2005, The Bob Kellogg Good Citizen Award pela notável contribuição para a Comunidade dos Escritores On-Line[12].
- Vencedor do Anthony Award e do Barry Award
- Theakston's Old Peculier Crime Novel of the Year Award, 2011
- Specsavers' National Book Award, Thriller & Crime Novel of the Year
- Vencedor do WH Smith Thumping Good Read Award

## Honraria
Grant foi nomeado comendador da Ordem do Império Britânico(CBE) nas honras de aniversário da rainha em 2019 por serviços prestados na literatura.